# 10 септември
10 септември е 253-тият ден в годината според григорианския календар (254-ти през високосна). Остават 112 дни до края на годината.

## Събития
- 1588 г. – В Англия се завръща третата морска експедиция обиколила света, начело с Томас Кавендиш.
- 1611 г. – Въстание в Янина.
- 1627 г. – Започва обсадата на Ла Рошел от войските на крал Луи XIII
- 1846 г. – В САЩ е патентована шевната машина.
- 1858 г. – Открит е астероида 55 Пандора.
- 1872 г. – Васил Левски създава първия революционен окръг в България с център село Голям извор.
- 1898 г. – В Женева италианският анархист Луиджи Лукени убива императрица Елизабет Баварска – съпругата на австро-унгарския император Франц Йозеф I.
- 1919 г. – Във френския град Сен Жермен ан Ле е подписан Сен-Жерменския мирен договор.
- 1919 г. – В България е основан Спартак Плевен под името Скобелев.
- 1921 г. – В Берлин е открит участък от първата в света автомагистрала.
- 1939 г. – Втората световна война: Канада обявява война на Нацистка Германия.
- 1939 г. – Втората световна война: Немската армия извършва масови улични екзекуции в град Бидгошч (Полша), разстреляни са над 1000 мирни граждани.
- 1943 г. – Втора световна война:Окупиран е Рим от германски войски. Италианските войски се изтеглят от централна в южна Италия заедно с крал Виктор Емануил III, правителството на маршал Пиетро Бадолио и Върховното италианско командване които се установяват в град Бриндизи.
- 1944 г. – С Постановление на Министерския съвет в България е създадена Народна милиция.
- 1945 г. – Бившият премиер на Норвегия Видкун Кислинг е осъден на смърт за сътрудничество с Хитлеристка Германия.
- 1960 г. – На Летни олимпийски игри 1960 в Рим Абебе Бикила става първият състезател от Субсахарска Африка, който спечелва златен медал, като пробягва маратона с боси крака.
- 1961 г. – По време на състезание от Голямата награда на Италия катастрофа причинява смъртта на германския пилот от Формула 1 Волфганг фон Трипс и на 13 зрители от публиката, които са ударени от неговото Ферари.
- 1964 г. – Влиза в сила Конвенцията за териториалното море и крайбрежната зона.
- 1967 г. – Жителите на Гибралтар гласуват в референдум за запазване на зависимостта от Великобритания, вместо за присъединяване към Испания.
- 1974 г. – Португалия дава независимост на колонията си Гвинея-Бисау.
- 1976 г. – При катастрофа между самолети на британски и словенските авиолинии край Загреб загиват 176 души.
- 1977 г. – В затвора на Марсилия е извършена последната във Франция екзекуция с гилотина.
- 1990 г. – Папа Йоан Павел II освещава най-голямата църква в света – Базиликата на Божията майка на мира в Ямусукро (Кот д'Ивоар).
- 2002 г. – Швейцария става член на ООН.
- 2008 г. – В Женева (Швейцария) е пуснат в действие Големият адронен ускорител, който е смятан за най-големия научен експеримент в историята на човечеството.
- 2022 г. – Принц Чарлз официално става Крал Чарлз III.

## Родени
- 1487 г. – Юлий III, римски папа († 1555 г.)
- 1638 г. – Мария-Тереза, кралица на Франция († 1683 г.)
- 1659 г. – Хенри Пърсел, английски композитор († 1695 г.)
- 1775 г. – Джон Кид, английски химик и професор († 1851 г.)
- 1788 г. – Вилхелмина от Баден, Велика херцогиня на Хесен († 1836 г.)
- 1835 г. – Тодор Икономов, български политик († 1892 г.)
- 1839 г. – Чарлс Пърс, американски философ († 1914 г.)
- 1858 г. – Иван Цончев, български военен и революционер († 1910 г.)
- 1865 г. – Иван Попов, български актьор († 1966 г.)
- 1872 г. – Владимир Арсениев, руски изследовател на Далечния изток († 1930 г.)
- 1878 г. – Иван Романов, български духовник († 1953 г.)
- 1890 г. – Франц Верфел, австрийски писател († 1945 г.)
- 1892 г. – Артър Холи Комптън, американски физик, Нобелов лауреат през 1927 г. († 1962 г.)
- 1901 г. – Страшимир Джамджиев, български преводач († 1987 г.)
- 1912 г. – Херлуф Бидструп, датски карикатурист († 1988 г.)
- 1914 г. – Робърт Уайз, американски филмов режисьор († 2005 г.)
- 1915 г. – Хасе Екман, шведски актьор и режисьор († 2004 г.)
- 1927 г. – Георги Алексиев, български писател († 2011 г.)
- 1928 г. – Николас Леос, парагвайски футболен функционер († 2019 г.)
- 1928 г. – Петко Великов, държавен ръководител, инженер († 2018 г.)
- 1931 г. – Изабел Колгейт, английска писателка († 2023 г.)
- 1932 г. – Феликс Малум Нгакуту, президент на Чад († 2009 г.)
- 1933 г. – Карл Лагерфелд, немски моден дизайнер († 2019 г.)
- 1934 г. – Васил Казанджиев, български композитор, диригент и общественик
- 1936 г. – Димитър Ларгов, български футболист († 2020 г.)
- 1937 г. – Джаред Даймънд, американски биолог
- 1937 г. – Йован Павловски, писател от Република Македония
- 1942 г. – Георги Харалампиев, български футболист († 2023 г.)
- 1943 г. – Йорданка Христова, българска певица
- 1945 г. – Ханс Кодрич, футболен треньор
- 1945 г. – Хосе Фелисиано, американски китарист и вокалист
- 1948 г. – Георги Пирински, български политик
- 1949 г. – Виктор Пасков, писател, музикант, сценарист († 2009 г.)
- 1950 г. – Джо Пери, американски музикант, китарист на Aerosmith
- 1960 г. – Колин Фърт, британски актьор
- 1965 г. – Андрей Баташов, български актьор († 2010 г.)
- 1966 г. – Стоян Янкулов, български музикант
- 1968 г. – Андреас Херцог, австрийски футболист
- 1968 г. – Биг Деди Кейн, американски рап изпълнител
- 1968 г. – Гай Ричи, британски сценарист, режисьор и филмов продуцент
- 1974 г. – Мирко Филипович, хърватски кикбоксьор
- 1976 г. – Густаво Куертен, бразилски тенисист
- 1976 г. – Мурад Хидиуед, марокански футболист
- 1977 г. – Виктор Гончаренко, беларуски футболист и треньор
- 1977 г. – Неждет Шабан, български политик
- 1985 г. – Лоран Косиелни, френски футболист

|  |  |  |  |  |  |

## Починали
- 210 пр.н.е. – Цин Шихуан, първи император на Китай (* 260 пр.н.е.)
- 954 г. – Луи IV, крал на Франция (* 920 г.)
- 1067 г. – Лейди Годайва, англосаксонска аристократка (* 990 г.)
- 1167 г. – Мод, наследница на английския трон (* 1102 г.)
- 1197 г. – Анри II, граф на Шампан и крал на Йерусалим (* 1166 г.)
- 1382 г. – Лайош I Велики, крал на Унгария и Полша (* 1326 г.)
- 1419 г. – Жан Безстрашни, херцог на Бургундия (* 1371 г.)
- 1797 г. – Мери Уолстънкрафт, английска писателска (* 1759 г.)
- 1834 г. – Хрисант Константинополски, цариградски патриарх (* 1768 г.)
- 1898 г. – Елизабет (Сиси), императрица на Австро-Унгария (* 1837 г.)
- 1928 г. – Фьодор Успенски, руски историк и археолог (* 1845 г.)
- 1937 г. – Сергей Третяков, руски писател (* 1892 г.)
- 1940 г. – Никола Иванов, български офицер (* 1861 г.)
- 1944 г. – Данаил Крапчев, български журналист (* 1880 г.)
- 1948 г. – Фердинанд I, цар на България (* 1861 г.)
- 1953 г. – Андон Кьосето, български революционер (* 1855 г.)
- 1961 г. – Волфганг фон Трипс, германски пилот от Ф1 (* 1928 г.)
- 1964 г. – Менча Кърничева, българска революционерка (* 1900 г.)
- 1975 г. – Джордж Паджет Томсън, английски физик, Нобелов лауреат (* 1892 г.)
- 1979 г. – Агостиньо Нето, първи президент на Ангола (* 1922 г.)
- 1983 г. – Феликс Блох, американски физик, Нобелов лауреат, (* 1905 г.)
- 1996 г. – Стефан Гецов, български актьор (* 1932 г.)
- 1998 г. – Милен Николов, български режисьор (* 1938 г.)
- 2005 г. – Херман Бонди, британски математик (* 1919 г.)
- 2007 г. – Джейн Уаймън, американска актриса (* 1917 г.)
- 2010 г. – Раде Маркович, сръбски актьор (* 1921 г.)
- 2020 г. – Даяна Риг, английска актриса (* 1938 г.)

|  |  |  |  |  |  |

## Празници
- Световен ден за предотвратяване на самоубийствата – Чества се по инициатива на Международната асоциация за предотвратяване на самоубийствата с подкрепата на Световната здравна организация (СЗО)
- Белиз – Ден на св. Джордж Кайе (национален празник)
- Гибралтар – Празник на Гибралтар (национален празник)
- Китай – Ден на учителя